# Federal Bureau of Prisons

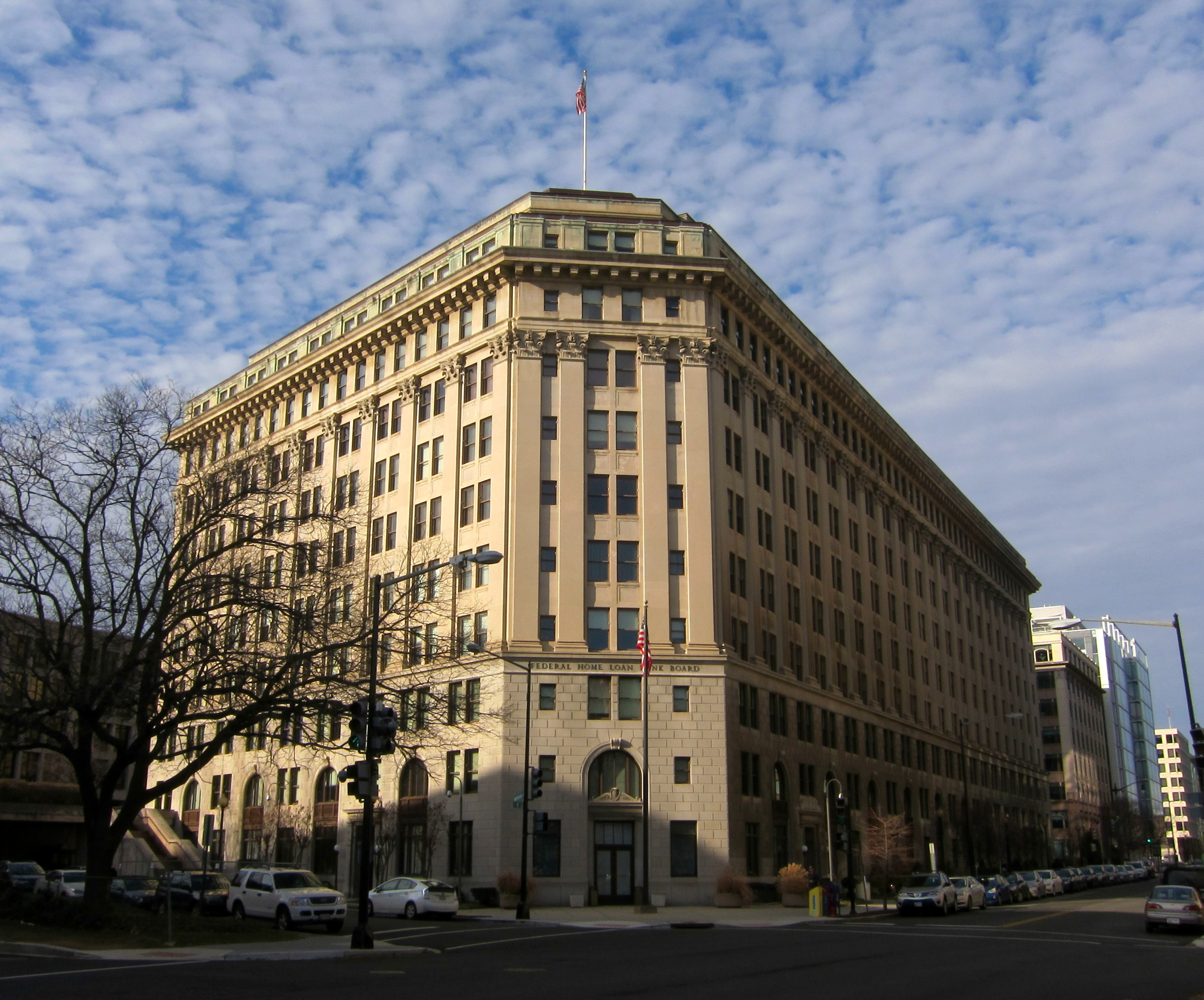
Edifício do Conselho do Federal Home Loan Bank, que abriga o escritório central do Federal Bureau of Prisons em Washington, D.C.

O Federal Bureau of Prisons (BOP) é uma agência federal de aplicação da lei dos Estados Unidos, subordinada ao Departamento de Justiça, responsável pelo cuidado, custódia e controle de indivíduos encarcerados.

## História
O sistema penitenciário federal já existia há mais de 30 anos antes de o Bureau ser estabelecido. Embora seus guardas funcionassem quase autonomamente, o Superintendente das Prisões, um funcionário do Departamento de Justiça em Washington, era nominalmente encarregado das prisões federais, começando com a aprovação da "Lei das Três Prisões" em 1891, que autorizou as três primeiras Penitenciárias federais: USP Leavenworth, USP Atlanta e USP McNeil Island com supervisão limitada do Departamento de Justiça.
Até 1907, os assuntos penitenciários eram tratados pelo Agente Geral do Departamento de Justiça, com responsabilidade pelas contas do Departamento de Justiça, supervisão de operações internas e certas investigações criminais, bem como operações prisionais. Em 1907, o Agente Geral foi extinto, passando as suas funções a distribuir-se por três novos gabinetes: a Divisão de Contas (que evoluiu para a Divisão de Gestão da Justiça); o Office of the Chief Examiner (que evoluiu em 1908 para o Bureau of Investigation e, no início dos anos 1920, para o Federal Bureau of Investigation); e o Gabinete do Superintendente das Prisões e Presos, mais tarde denominado Superintendente das Prisões (que evoluiu em 1930 para o Gabinete das Prisões).

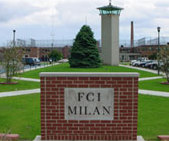
O exterior da Instituição Correcional Federal, Milão

O Bureau of Prisons foi estabelecido dentro do Departamento de Justiça em 1930, pelo Congresso dos Estados Unidos, e era encarregado de "administrar e regulamentar todas as instituições penais e correcionais federais". Essa responsabilidade cobria a administração das onze prisões federais em funcionamento na época. No final de 1930, o sistema havia se expandido para quatorze instituições com treze mil presidiários e, uma década depois, em 1940, o sistema tinha 24 instituições com 24.360 presos.
O estado do Alasca assumiu a jurisdição sobre suas correções em 3 de janeiro de 1959, usando o Departamento de Correções do Alasca. Antes da criação de um estado, o BOP tinha jurisdição correcional sobre o Alasca.
Como resultado da Lei de Reforma de Sentenças de 1984 e a legislação subsequente que pressionou por sentenças mais longas, menos discrição judicial e sentenças mais duras para crimes relacionados com drogas, a população carcerária federal dobrou na década de 1980 e novamente na década de 1990. O aumento da população desacelerou desde o início dos anos 2000, mas a população carcerária federal continua crescendo.
A Lei de Revitalização da Capital Nacional e Melhoria do Governo Autônomo de 1997 transferiu a responsabilidade por criminosos adultos condenados por violar as leis do Distrito de Columbia para o Bureau.

## Administração e funcionários
O atual diretor do Bureau of Prisons é Michael Carvajal.
Em 2020, 62,5% dos funcionários do Bureau são brancos, 21,3% são negros, 12,6% são hispânicos, 2,3% são asiáticos e 1,3% são nativos americanos. 72% são homens. Há aproximadamente um oficial penitenciário para cada 10 prisioneiros.
Todos os funcionários do Bureau passam por duzentas horas de treinamento formal em seu primeiro ano de emprego e mais 120 horas de treinamento nos Centros de Treinamento de Polícia Federal (FLETC) em Glynco, Geórgia.